# Polders van Cadzand, Zuidzande en Nieuwvliet
De Polders van Cadzand, Zuidzande en Nieuwvliet is een complex van polders dat de plaatsen Cadzand, Zuidzande en Nieuwvliet omvat in de Nederlandse provincie Zeeland. Het complex bevat een aantal kernen van oudlandpolders die reeds in 12e eeuw werden ingedijkt. Zo ontstond onder meer het Eiland van Cadzand, dat zich vroeger verder in de zeerichting uitstrekte dan tegenwoordig. Aan de westzijde werd dit begrensd door het Zwin, aan de noordzijde door de Wielingen.
Hoewel het drooggelegde gebied zich uitbreidde en uiteindelijk verbonden werd met het Eiland van Zuidzande, had het ook te lijden van overstromingen, zoals de Stormvloed van 1375. Vanaf 1399 vonden herdijkingen plaats.
Door de inundatie van 1583 ontstond opnieuw een eiland. In het zuiden lag het Coxysche Gat en in het oosten bevond zich het Zwarte Gat. Geleidelijk aan werden deze geulen eveneens ingepolderd, waardoor het eiland weer verbonden werd met het vasteland.
Het complex bestaat uit de volgende polders:
- Oudelandse Polder
- Vierhonderdpolder
- Tienhonderdpolder
- Strijdersgatpolder
- Verschepolder
- Zandpolder
- Bewesten Terhofstedepolder
- Retranchementpolder
- Zuidzandepolder
- Vierhonderd beoosten Terhofstedepolder
- Antwerpenpolder
- Gars- en Grubekepolder
- Sint Janspolder
- Sint Jorispolder
- Mettenijepolder
- Lijsbettepolder
- Eikenpolder
- Christoffelpolder
- Capellepolder
- Groote Bladelinspolder
- Kleine Bladelinspolder
- Kleine Lodijkpolder
- Groote Lodijkpolder
- Kasteelpolder
- Nieuwenhovenpolder
- Verdronken Zwarte Polder
- Herdijkte Zwarte Polder
- Groote Sint Annapolder
- Kleine Sint Annapolder
- Kievittepolder
- Vlamingspolder